# Candelabrochaete adnata
Candelabrochaete adnata är en svampart som beskrevs av Hjortstam 1995. Candelabrochaete adnata ingår i släktet Candelabrochaete och familjen Phanerochaetaceae.   Inga underarter finns listade i Catalogue of Life.